# Tamborim de Ouro
Tamborim de Ouro foi um prêmio extraoficial do carnaval do Rio de Janeiro realizado entre 1998 e 2020. Era organizado e concedido anualmente pelo Grupo O Dia à profissionais que obtiveram destaque no carnaval carioca. A premiação foi criada em 1998, pelo Jornal O Dia, em parceria com a Rádio FM O Dia. Tinha o objetivo de analisar os desfiles das escolas de samba do Rio de Janeiro por uma ótica diferente do caráter técnico do julgamento oficial, priorizando critérios como emoção, alegria, criatividade e ousadia.
A premiação era dividida em categorias específicas. Seus vencedores eram escolhidos através da combinação de resultados dos votos do júri de especialistas e da votação popular. Sua primeira edição foi realizada em 1998, quando a Unidos do Viradouro foi eleita a melhor escola de samba do ano. Em 1999, a premiação foi amplificada com o lançamento de novas categorias e a criação de um troféu a ser entregue aos vencedores. A votação popular era realizada no site do Jornal O Dia, durante o carnaval de cada ano. O resultado era divulgado na quarta-feira de cinzas.
O bloco Cordão da Bola Preta é o maior vencedor do Tamborim de Ouro, com doze prêmios recebidos. Entre as escolas de samba, o Salgueiro é o maior vencedor da categoria principal, com sete conquistas. O casal de mestre-sala e porta-bandeira Claudinho e Selminha Sorriso, o intérprete Neguinho da Beija-Flor e a rainha de bateria Viviane Araújo estão entre os recordistas de prêmios individuais.

## Antecedentes e criação
O Prêmio Tamborim de Ouro foi criado pelo Jornal O Dia, em parceria com a Rádio FM O Dia, a partir de uma votação que elegeu a Unidos do Viradouro como a melhor escola de samba do carnaval de 1998, sendo esta, considerada a sua primeira edição. Em 1999, a premiação foi amplificada com o lançamento de novas categorias e a criação de um troféu a ser entregue aos vencedores. Desde a edição de 2000, as categorias sofreram diversas renomeações a fim de se adequarem aos preceitos da premiação, que prioriza critérios como emoção, alegria, criatividade e ousadia em detrimento ao caráter técnico do julgamento oficial do carnaval. O Tamborim de Ouro se notabiliza por ter seus vencedores escolhidos através do voto popular, diferente da maioria das premiações extraoficiais do carnaval do Rio de Janeiro, onde, geralmente, o resultado é escolhido por meio de um júri especializado. Apesar de também contar com um júri especial, as categorias principais do Tamborim de Ouro são escolhidas pelo público. Ao longo dos anos, a premiação teve diversos patrocinadores, como TIM, Golden Cross, Nestlé, Cintra e Bacalhau da Noruega, Chatuba e Carrefour.

## Categorias
A primeira edição do Tamborim de Ouro, em 1998, teve a eleição de uma única categoria, de melhor escola de samba, vencida pela Viradouro. A partir do ano seguinte, foram lançadas novas categorias, totalizando quinze prêmios entregues. Para a edição de 2000, algumas categorias foram extintas e as demais foram renomeadas. Desde então diversas categorias foram sendo criadas e extintas. Também é comum a renomeação das categorias.
Ao longo dos anos, além das categorias fixas, também foram entregues prêmios e homenagens especiais, sendo esses prêmio, geralmente, escolhidos por um júri de especialistas. Na edição de 2007, uma premiação paralela, denominada Tamborim Nota 10, elegeu os destaques dos dez anos da premiação, através de votação popular.
Vigentes
| Categoria | Descrição |
| --- | --- |
| Escola de Ouro (2018–2020) Escola do Povo (2013–2017) Escola da Alegria (2000–2012) Melhor Escola (1998–1999) | A escola de samba que apresentar mais emoção e estabelecer a melhor comunicação com o público. É a categoria principal da premiação. O prêmio é entregue ao presidente, diretor ou outro representante da escola. |
| Samba do Ano (2000–2012; 2014–2020) Samba 'D' (2013) Melhor Samba-Enredo (1999)                               | O samba-enredo que se destacar pela riqueza melódica e poética e que apresentar entrosamento perfeito da escola com o público. O prêmio é entregue aos compositores do samba.                                     |
| Bateria Show (2013–2020) Batuque do Povo (2000–2012)                                                          | A bateria mais ousada, na diversidade rítmica e nos riscos que assume ao fazer paradinhas e coreografias. O prêmio é entregue ao diretor da bateria.                                                              |
| Comissão Sensação (2013–2020) Show de Abertura (2000–2012) Melhor Comissão de Frente (1999)                   | A comissão de frente que apresentar o maior impacto no início do desfile. O prêmio é entregue ao coreógrafo(a) responsável pela comissão.                                                                         |
| Voz da Avenida (2002–2020) Melhor Intérprete (1999)                                                           | O intérprete de samba-enredo que vai marcar a Sapucaí, com observância para os gritos de guerra. |
| Casal Nota 10 (2000–2020) Melhor Mestre-Sala (1999) Melhor Porta-Bandeira (1999)                              | O casal de mestre-sala e porta-bandeira que apresentar o bailado mais bonito em movimentos conjuntos; e que, melhor, e da forma mais elegante, defender o pavilhão de sua escola.                                 |
| Musa da Sapucaí (2013–2020) MusaXX (2000–2012)                                                                | Quem levar mais empolgação aos componentes e ao público. A eleita deve ser bonita, charmosa e elegante, representando a mulher brasileira.                                                                        |
| Roda, Baiana (2000–2020) Melhor Ala de Baianas (1999)                                                         | A ala das baianas mais animada, entrosada e com as fantasias mais bonitas. O prêmio é entregue ao diretor(a) ou responsável pela ala.                                                                             |
| Carnavalesco (2020)                                                                                           | O melhor carnavalesco das escolas de samba do Grupo Especial. |

| Extintas - Personalidade do desfile (1999) / Eu sou o Samba (2000–2013) - Melhor Escola da Série A (2013–2017) - Melhor Enredo (2000–2017) - Melhor Ala Mirim (1999) / GeraçãoXX (2000–2012) / Bambas do Amanhã (2013) - Melhor Passista Feminino (1999) / Samba no Pé Feminino (2005–2010) - Melhor Passista Masculino (1999) / Samba no Pé Masculino (2005–2010) - Escola mais comunicativa (1999) - Escola mais criativa (1999) - Melhores Fantasias (1999) - Melhores Alegorias (1999; 2014–2017) - Melhor Bloco de Rua / Os Donos da Rua (2004–2019) | Regular - Prêmios Especiais |

## Escolha dos premiados
Nos primeiros anos da premiação, a votação popular para a escolha dos premiados era realizada através de cupons publicados no jornal O Dia, telefonemas para a Rádio FM O Dia e via internet pelo site O Dia Online, com exceção dos prêmios especiais, escolhido por especialistas e jornalistas do 'Dia'. Desde 2012, a votação ficou restrita ao site, sendo aberta na sexta-feira e carnaval e encerrada após a última escola de samba do Grupo Especial desfilar. Em 2018 e 2019, os vencedores passaram a ser escolhidos através da combinação de resultados dos votos do júri de especialistas e da votação popular. Os vencedores da votação popular recebem um voto, que é somado aos votos dos jurados. O júri de especialistas assiste os desfiles no Sambódromo da Marquês de Sapucaí, e depois votam em seus escolhidos. A partir de 2020, os vencedores passaram a ser escolhidos somente através de votação popular no site de O Dia. O resultado final é divulgado na quarta-feira de cinzas. A lista completa com os vencedores é divulgada no Jornal O Dia e em seu website na Internet.

## Cerimônia de premiação
A cerimônia de entrega dos prêmios acontece durante uma festa com a presença dos titulares premiados e a apresentação de diversos segmentos das escolas de samba. A data de realização varia de ano para ano. A cerimônia recebe ampla cobertura da imprensa carnavalesca e do Grupo O Dia. A festa de premiação já passou por diversas casas de shows da cidade, como o Scala, Vivo Rio, Lapa 40 Graus, Imperator, Cidade do Samba e até a quadra da Estação Primeira de Mangueira. O troféu entregue aos vencedores consiste numa escultura de bronze de um corpo humano tocando tamborim.

## Edições e vencedores
- Lista de vencedores do Tamborim de Ouro

## Estatísticas
Escola de Ouro
A categoria Escola de Ouro, que também já foi denominada Escola do Povo (2013–2017); Escola da Alegria (2000–2012); e Melhor Escola (1998–1999), premia a melhor escola de samba do ano. É considerada a categoria principal da premiação. Abaixo, as escolas de samba vencedoras da categoria, em ranking atualizado após a edição de 2020.
| Escola de samba                       | Prêmios | Edições                                   |
| ------------------------------------- | ------- | ----------------------------------------- |
| Acadêmicos do Salgueiro               | 7       | 2005, 2007, 2013, 2014, 2015, 2016 e 2017 |
| Estação Primeira de Mangueira         | 5       | 2000, 2003, 2006, 2010 e 2019             |
| Beija-Flor                            | 4       | 1999, 2004, 2008 e 2011                   |
| Unidos de Vila Isabel                 | 2       | 2009 e 2012                               |
| Mocidade Independente de Padre Miguel | 1       | 2002                                      |
| Paraíso do Tuiuti                     | 1       | 2018                                      |
| Portela                               | 1       | 2020                                      |
| Tradição                              | 1       | 2001                                      |
| Unidos do Viradouro                   | 1       | 1998                                      |

Samba do Ano

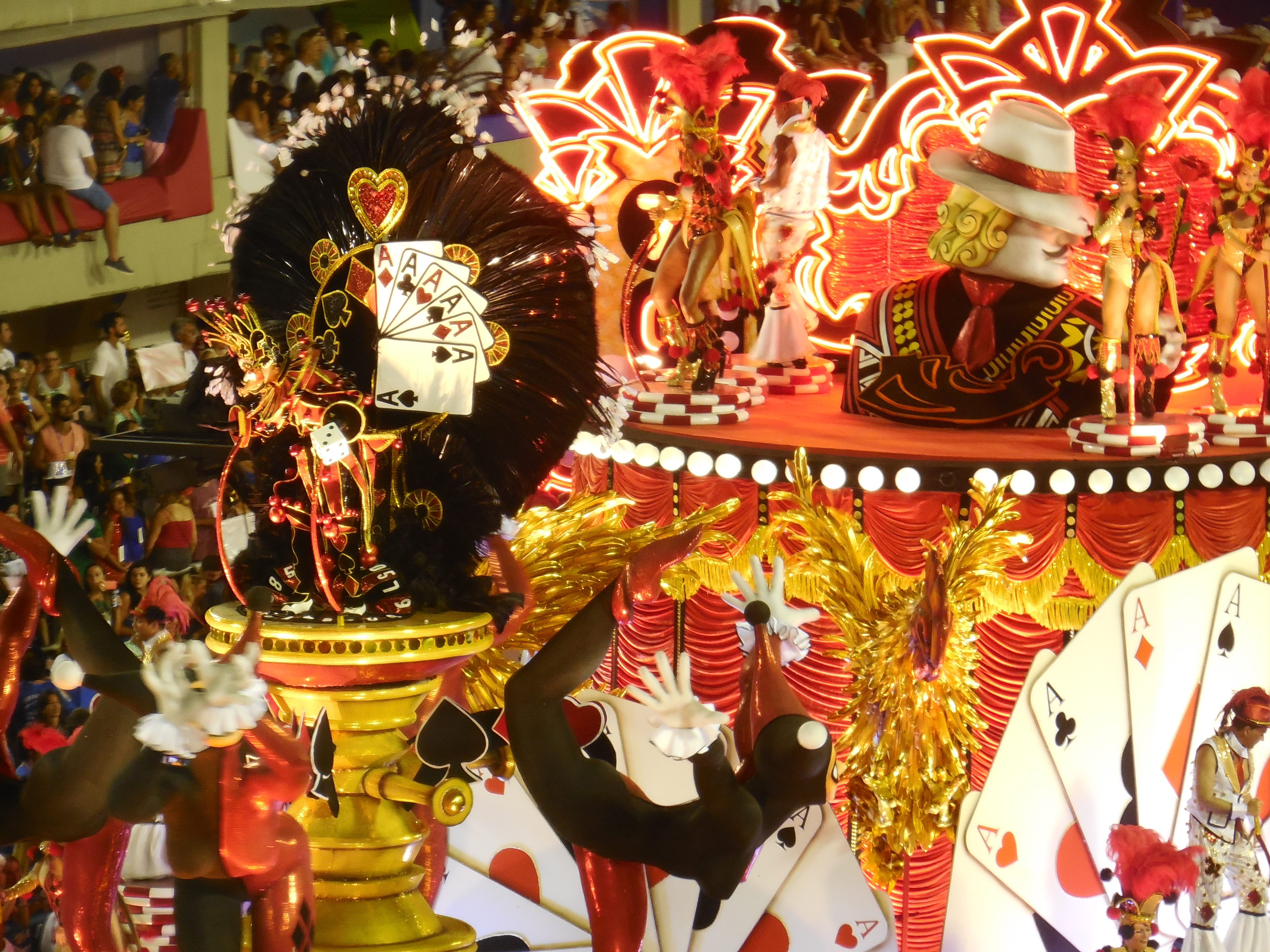
Desfile do Salgueiro de 2016. Escola é a maior vencedora da categoria principal do Tamborim de Ouro

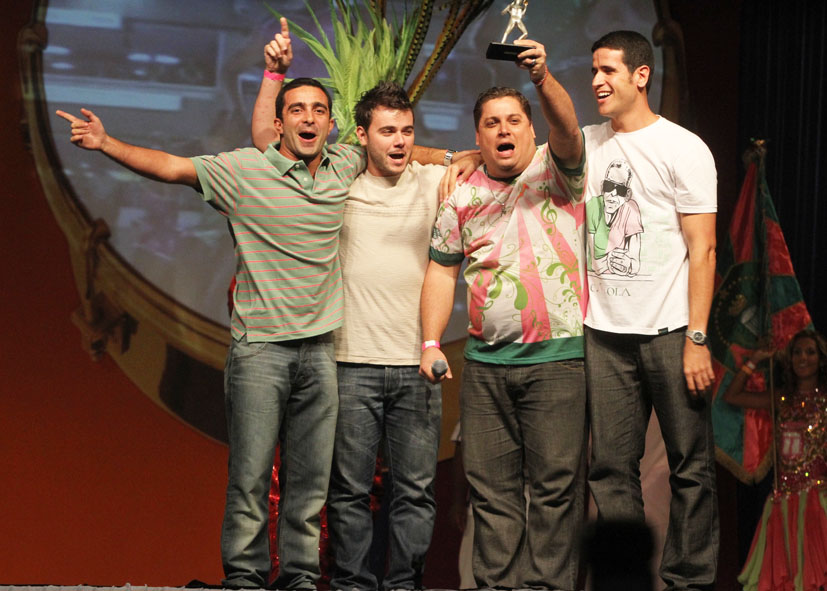
Compositores da Mangueira recebem o Tamborim de Ouro 2010.

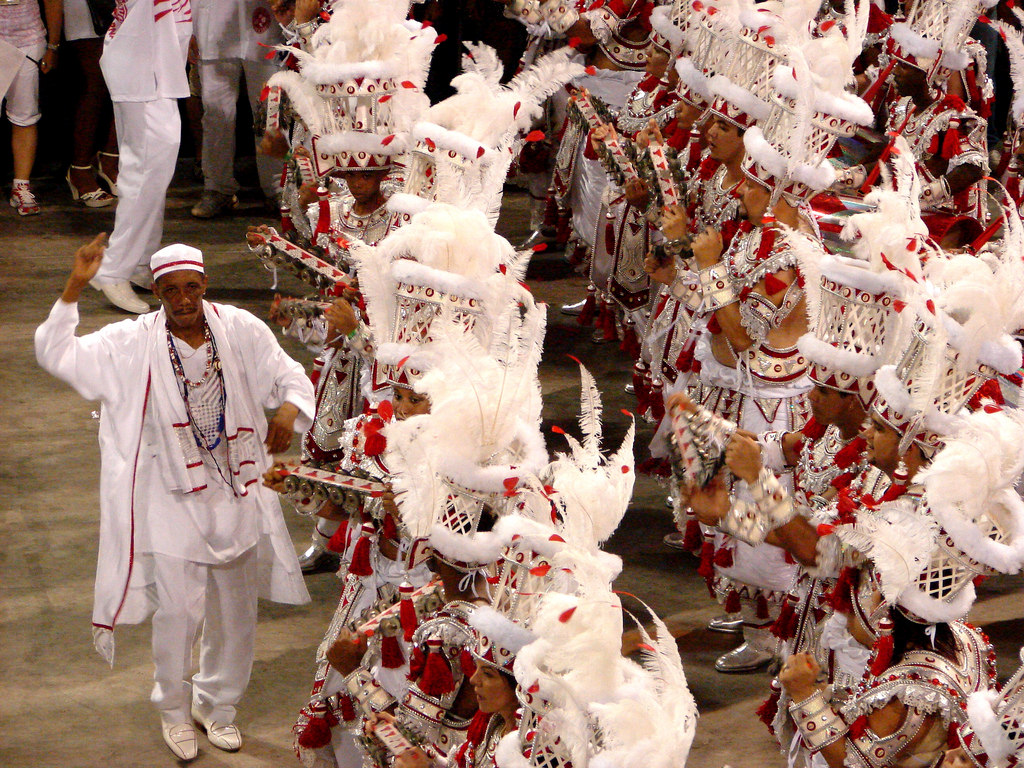
A Bateria "Invocada" do Salgueiro é a maior vencedora do Tamborim de Ouro. Na imagem, Mestre Marcão comanda a bateria no desfile de 2009, ano em que recebeu seu segundo prêmio.

A categoria Samba do Ano, que também já foi denominada Samba 'D' (2013) e Melhor Samba-Enredo (1999), premia o melhor samba-enredo da primeira divisão do carnaval carioca. O samba vencedor é escolhido através do voto popular. Abaixo, as escolas de samba vencedoras da categoria, em ranking atualizado após a edição de 2020.
| Escola de samba               | Prêmios | Edições                       |
| ----------------------------- | ------- | ----------------------------- |
| Acadêmicos do Salgueiro       | 5       | 2003, 2014, 2016, 2017 e 2019 |
| Estação Primeira de Mangueira | 4       | 2000, 2002, 2010 e 2020       |
| Beija-Flor                    | 3       | 1999, 2005 e 2007             |
| Acadêmicos do Grande Rio      | 2       | 2009 e 2011                   |
| Império Serrano               | 2       | 2004 e 2006                   |
| Portela                       | 2       | 2012 e 2015                   |
| Imperatriz Leopoldinense      | 1       | 2008                          |
| Paraíso do Tuiuti             | 1       | 2018                          |
| Tradição                      | 1       | 2001                          |
| Unidos de Vila Isabel         | 1       | 2013                          |

Bateria Show

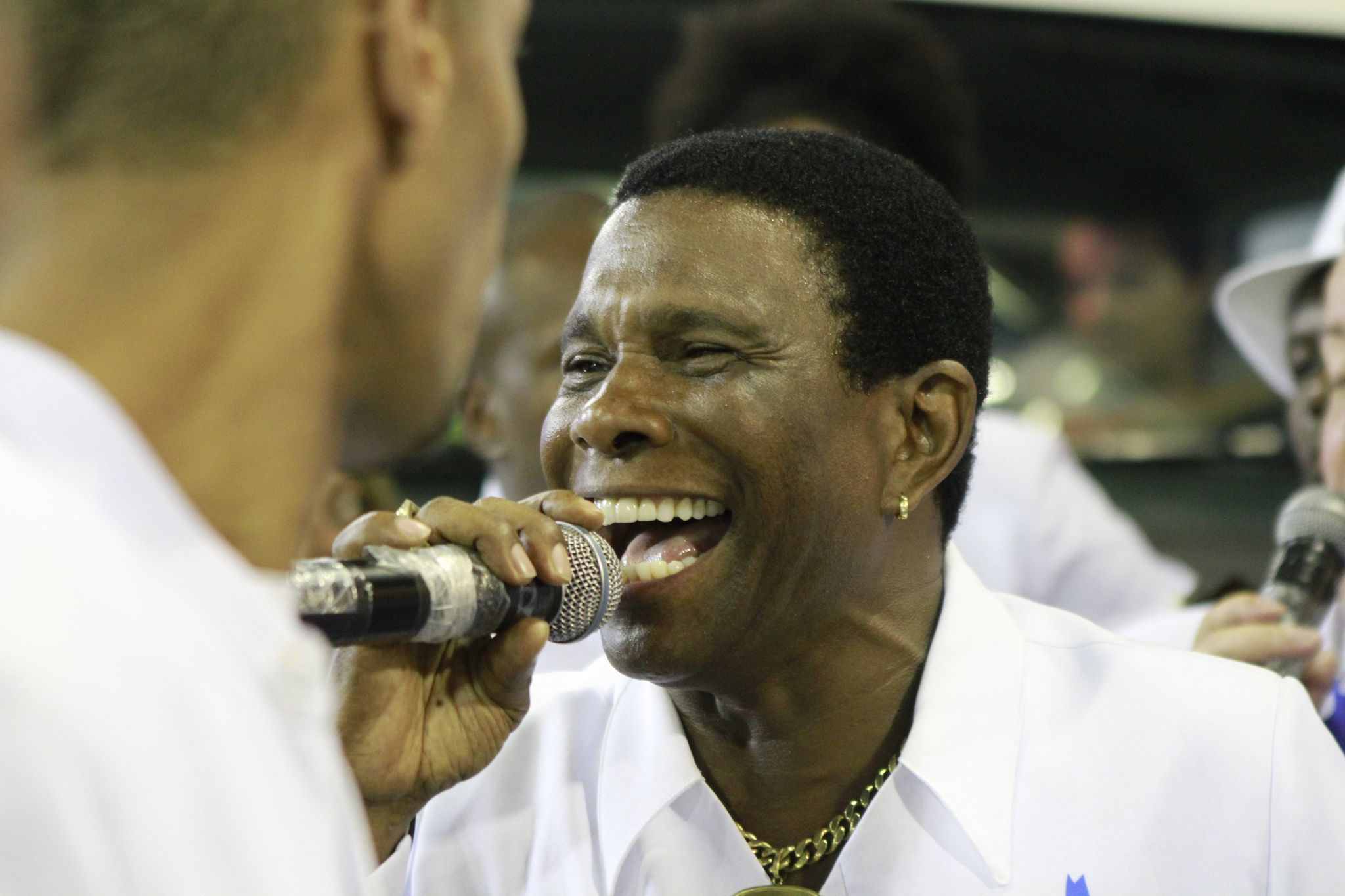
O intérprete Neguinho da Beija-Flor é o maior vencedor da categoria Voz da Avenida.

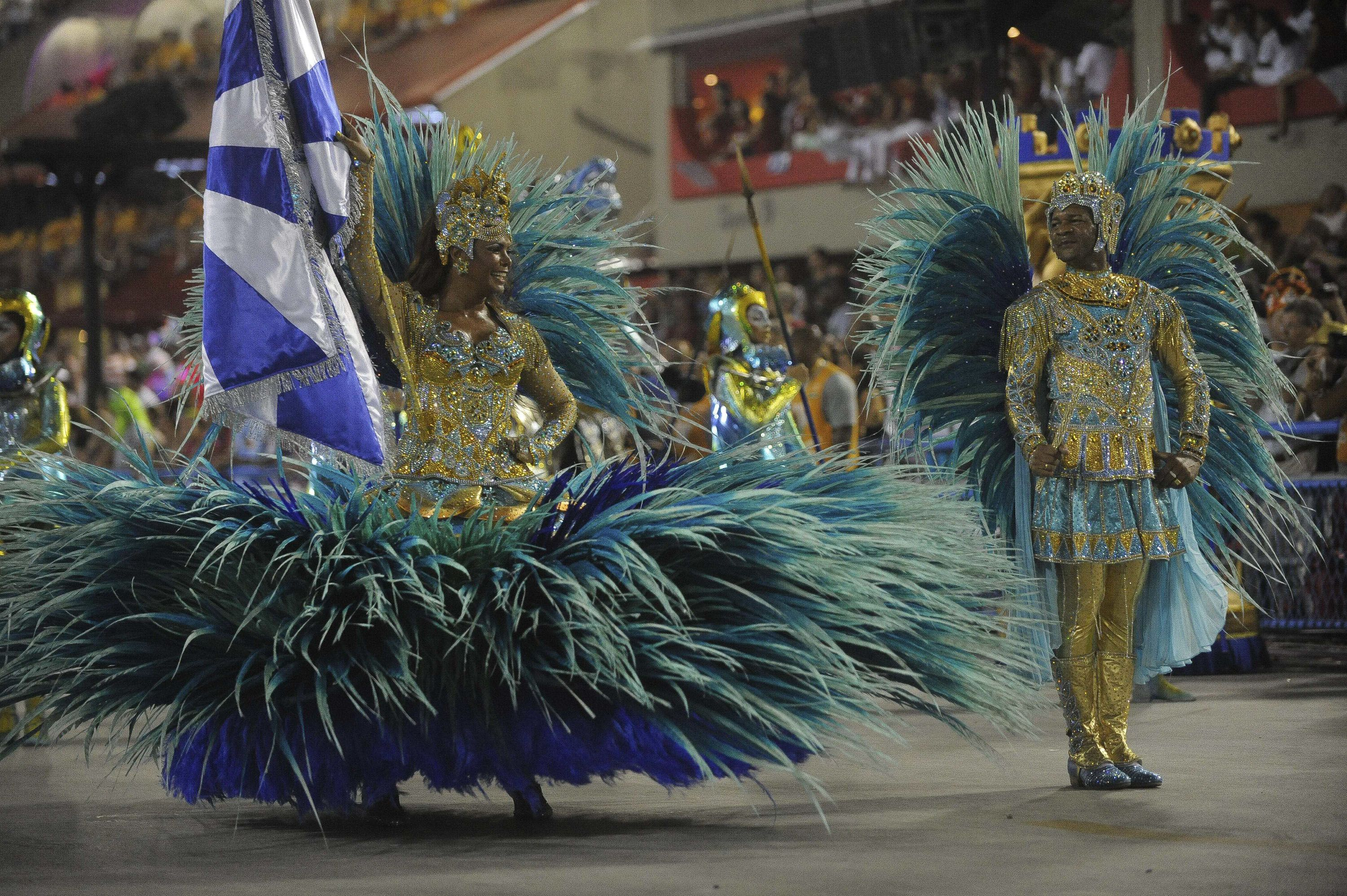
O casal de Mestre-Sala e Porta-Bandeira, Claudinho e Selminha Sorriso, no desfile de 2014, ano em que receberam seu sétimo Tamborim de Ouro. O casal é recordista da categoria.

A categoria Bateria Show, que também já foi denominada Batuque do Povo (2000–2012), premia a melhor bateria do Grupo Especial do carnaval carioca. Abaixo, as escolas de samba vencedoras da categoria, em ranking atualizado após a edição de 2020.
| Escola de samba                       | Prêmios | Edições                 |
| ------------------------------------- | ------- | ----------------------- |
| Acadêmicos do Salgueiro               | 4       | 2004, 2009, 2012 e 2014 |
| Mocidade Independente de Padre Miguel | 4       | 2003, 2013, 2017 e 2019 |
| Unidos do Viradouro                   | 4       | 2000, 2001, 2006 e 2007 |
| Acadêmicos do Grande Rio              | 3       | 2005, 2008 e 2010       |
| Estação Primeira de Mangueira         | 2       | 2011 e 2016             |
| Beija-Flor                            | 1       | 2002                    |
| Portela                               | 1       | 2020                    |
| União da Ilha do Governador           | 1       | 2018                    |
| Unidos da Tijuca                      | 1       | 2015                    |

Voz da Avenida
A categoria Voz da Avenida, que também já foi denominada Melhor Intérprete (1999), premia o melhor intérprete de samba-enredo do Grupo Especial do carnaval carioca. Abaixo, os intérpretes vencedores da categoria, em ranking atualizado após a edição de 2020.
| Intérprete              | Prêmios | Edições                             |
| ----------------------- | ------- | ----------------------------------- |
| Neguinho da Beija-Flor  | 6       | 2002, 2005, 2006, 2013, 2014 e 2018 |
| Wantuir                 | 3       | 2008, 2009 e 2019                   |
| Dominguinhos do Estácio | 2       | 2003 e 2004                         |
| Gilsinho                | 2       | 2012 e 2020                         |
| Ito Melodia             | 2       | 2011 e 2015                         |
| Ciganerey               | 1       | 2016                                |
| David do Pandeiro       | 1       | 2010                                |
| Luizito                 | 1       | 2007                                |
| Nêgo                    | 1       | 2010                                |
| Tinga                   | 1       | 2017                                |
| Zé Paulo Sierra         | 1       | 2019                                |

Casal Nota 10
A categoria Casal Nota 10 premia o melhor casal de mestre-sala e porta-bandeira do Grupo Especial do carnaval carioca. Em 1999, foram entregues dois prêmios individuais: um para o melhor mestre-sala e outro para a melhor porta-bandeira. Desde a edição de 2000, a categoria foi unificada, com o casal recebendo um único prêmio. Abaixo, os mestres-sala e das porta-bandeiras que mais venceram na categoria, em rankings atualizados após a edição de 2020.
| Mestre-Sala       | Prêmios | Edições                                         |
| ----------------- | ------- | ----------------------------------------------- |
| Claudinho         | 8       | 1999, 2000, 2001, 2002, 2003, 2013, 2014 e 2015 |
| Sidclei Santos    | 5       | 2006, 2009, 2010, 2018 e 2019                   |
| Rogério Dornelles | 3       | 2004, 2008 e 2016                               |
| Bira              | 2       | 2005 e 2007                                     |
| Raphael Rodrigues | 2       | 2011 e 2012                                     |
| Phelipe Lemos     | 1       | 2017                                            |
| Marlon Lamar      | 1       | 2020                                            |

| Porta-Bandeira    | Prêmios | Edições                                         |
| ----------------- | ------- | ----------------------------------------------- |
| Selminha Sorriso  | 8       | 1999, 2000, 2001, 2002, 2003, 2013, 2014 e 2015 |
| Marcella Alves    | 5       | 2008, 2011, 2012, 2018 e 2019                   |
| Lucinha Nobre     | 4       | 2004, 2005, 2007 e 2020                         |
| Squel Jorgea      | 3       | 2006, 2009 e 2010                               |
| Dandara Ventapane | 1       | 2017                                            |
| Rafaela Theodoro  | 1       | 2016                                            |

Comissão Sensação

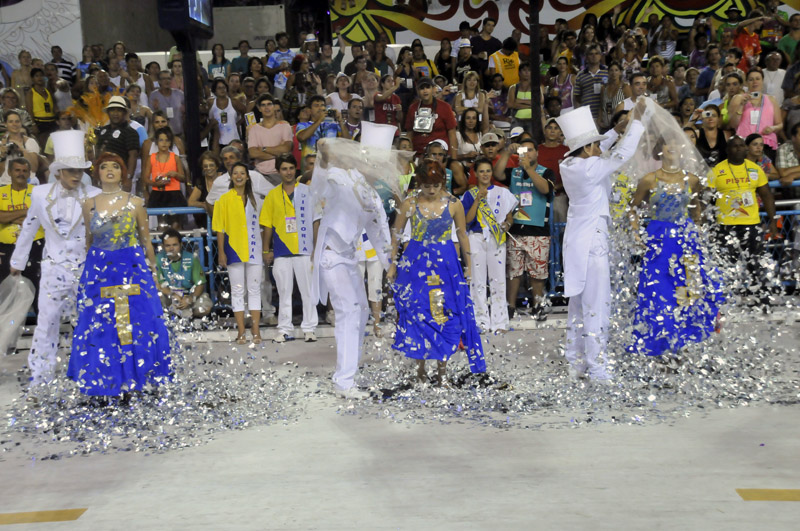
A Unidos da Tijuca é uma das escolas mais premiadas na categoria "Comissão Sensação". Na imagem, a comissão histórica do carnaval de 2010.

A categoria "Comissão Sensação", que também já foi denominada "Show de Abertura" (2000–2012) e "Melhor Comissão de Frente" (1999), premia a melhor comissão de frente do Grupo Especial do carnaval carioca. Abaixo, as escolas vencedoras da categoria, em ranking atualizado após a edição de 2020.
| Escola de samba                       | Prêmios | Edições                       |
| ------------------------------------- | ------- | ----------------------------- |
| Estação Primeira de Mangueira         | 5       | 2000, 2003, 2004, 2014 e 2020 |
| Unidos da Tijuca                      | 4       | 2005, 2006, 2010 e 2011       |
| Mocidade Independente de Padre Miguel | 3       | 1999, 2008 e 2017             |
| Unidos de Vila Isabel                 | 3       | 2007, 2009 e 2012             |
| Beija-Flor                            | 2       | 2001 e 2002                   |
| União da Ilha do Governador           | 1       | 2016                          |
| Acadêmicos do Grande Rio              | 1       | 2015                          |
| Acadêmicos do Salgueiro               | 1       | 2013                          |
| Portela                               | 1       | 2019                          |
| Paraíso do Tuiuti                     | 1       | 2018                          |

Roda, Baiana

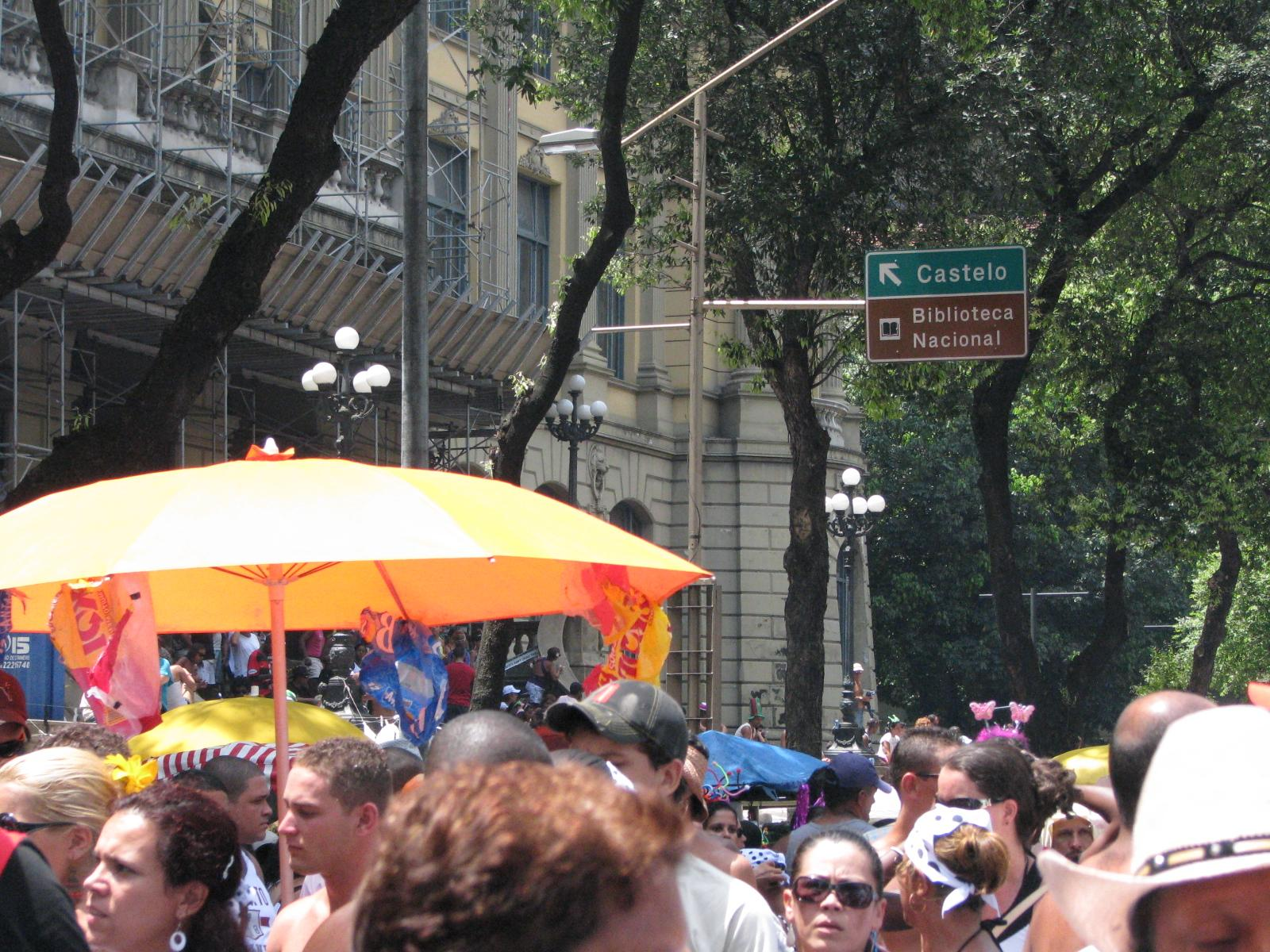
Desfile do Cordão da Bola Preta em 2009, ano em que o bloco conquistou seu terceiro Tamborim de Ouro. O Bloco é o recordista da categoria Os Donos da Rua.

A categoria "Roda, Baiana", que também já foi denominada Melhor Ala de Baianas (1999), premia a melhor ala de baianas do Grupo Especial do carnaval carioca. Abaixo, as escolas vencedoras da categoria, em ranking atualizado após a edição de 2020.
| Escola de samba                       | Prêmios | Edições                 |
| ------------------------------------- | ------- | ----------------------- |
| Estação Primeira de Mangueira         | 4       | 2000, 2008, 2015 e 2017 |
| Acadêmicos do Salgueiro               | 3       | 2013, 2014 e 2018       |
| Beija-Flor                            | 3       | 2001, 2002 e 2004       |
| Imperatriz Leopoldinense              | 3       | 2003, 2005 e 2007       |
| União da Ilha do Governador           | 2       | 1999 e 2012             |
| Império Serrano                       | 1       | 2009                    |
| Mocidade Independente de Padre Miguel | 1       | 2006                    |
| Portela                               | 1       | 2020                    |
| Paraíso do Tuiuti                     | 1       | 2019                    |
| Unidos da Tijuca                      | 1       | 2016                    |
| Unidos de Vila Isabel                 | 1       | 2011                    |
| Unidos do Viradouro                   | 1       | 2010                    |

Musa da Sapucaí / Rainha de Bateria

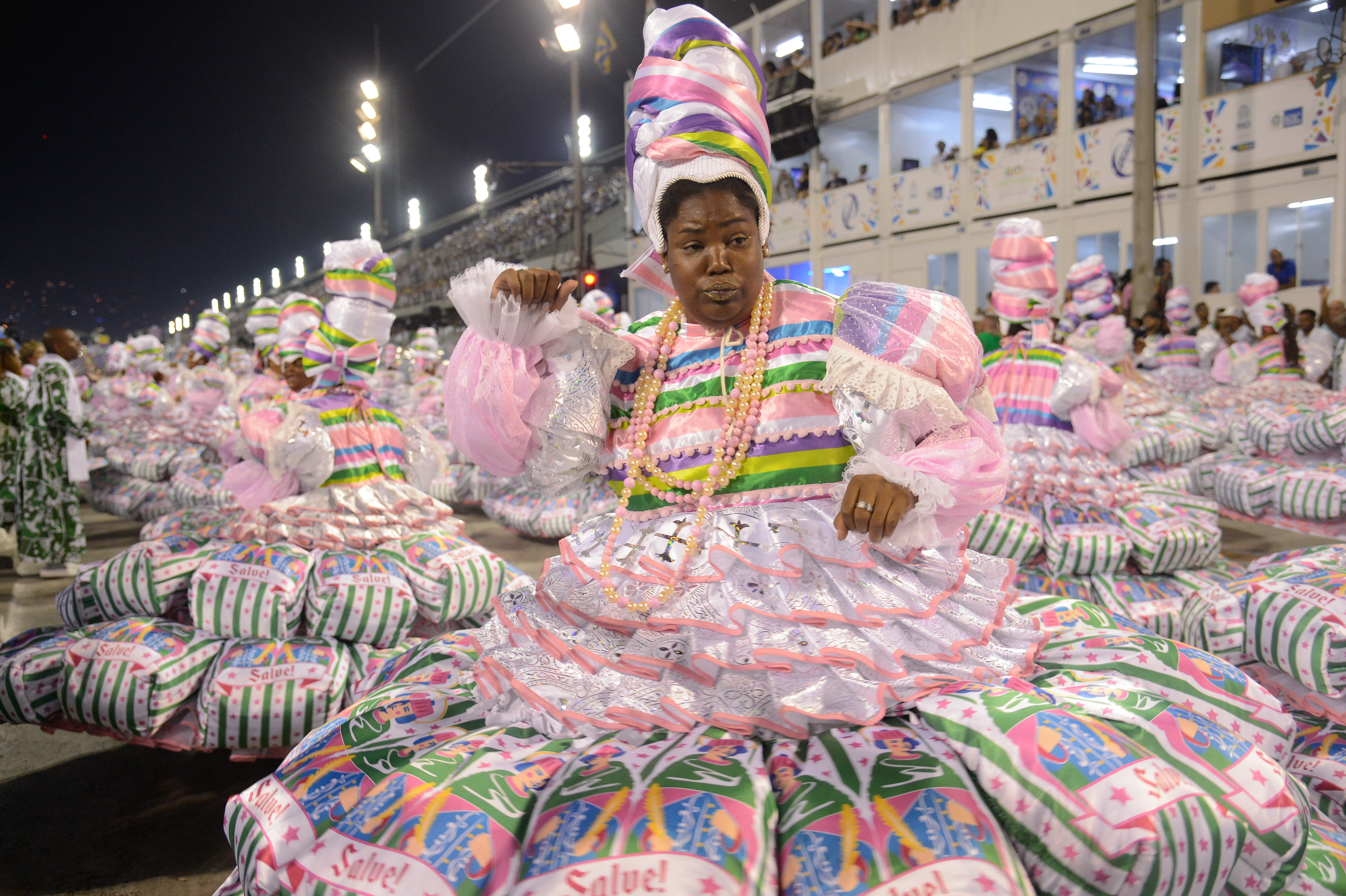
As Baianas da Mangueira são as maiores vencedoras da categoria Roda, Baiana. Na imagem, as baianas no desfile de 2017, ano em que conquistaram o quarto Tamborim de Ouro

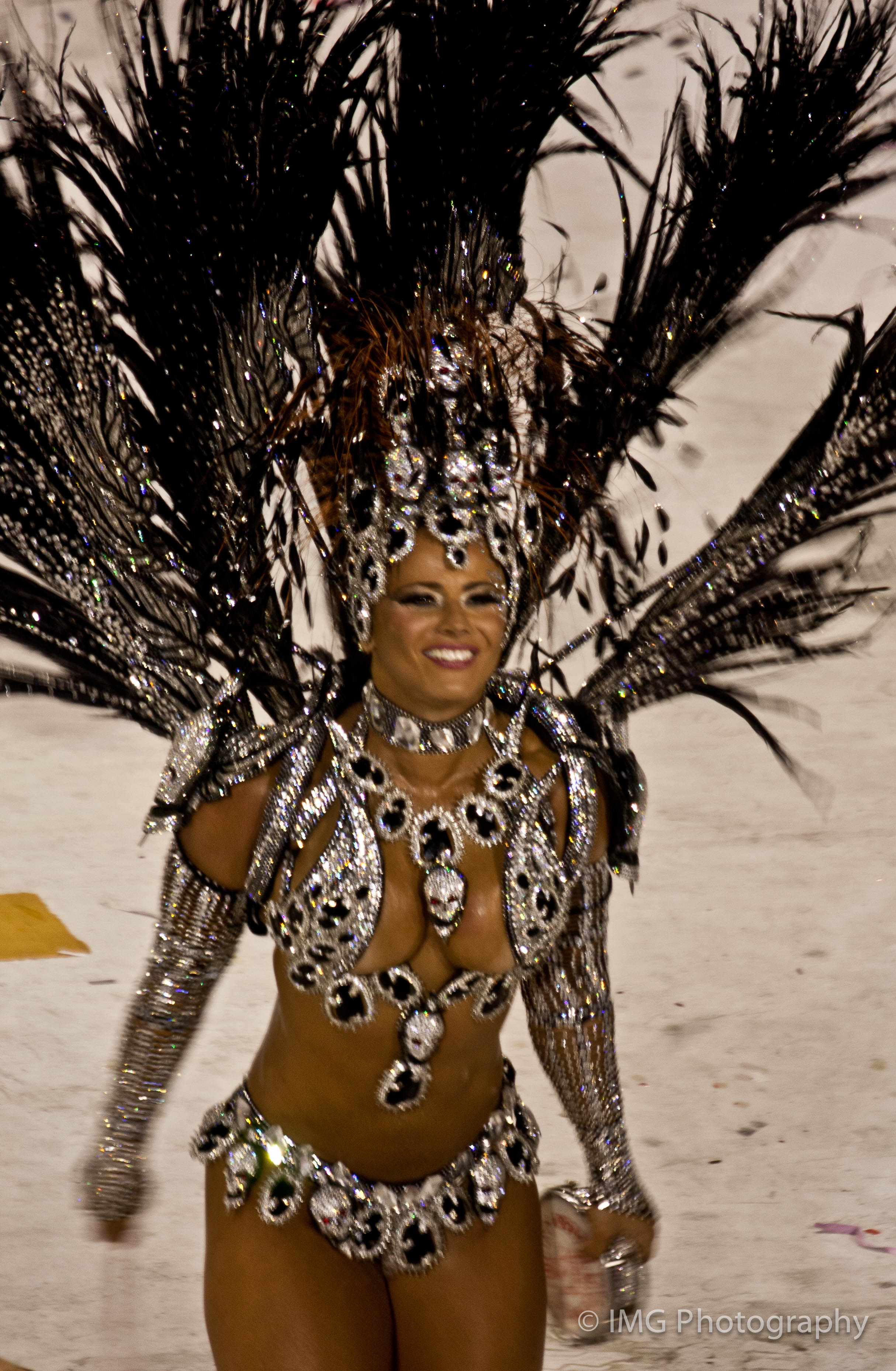
Viviane Araújo no desfile de 2011 do Salgueiro, ano em que recebeu seu segundo Tamborim de Ouro. A rainha de bateria é a maior vencedora da categoria Musa da Sapucaí.

Abaixo, as vencedoras da categoria, em ranking atualizado após a edição de 2020.
| Personalidade     | Prêmios | Edições                                               |
| ----------------- | ------- | ----------------------------------------------------- |
| Viviane Araújo    | 9       | 2000, 2011, 2013, 2014, 2015, 2016, 2017, 2018 e 2020 |
| Luma de Oliveira  | 4       | 2001, 2002, 2005 e 2009                               |
| Thatiana Pagung   | 2       | 2003 e 2010                                           |
| Grazi Massafera   | 1       | 2007                                                  |
| Juliana Paes      | 1       | 2004                                                  |
| Mel Brito         | 1       | 2006                                                  |
| Natália Guimarães | 1       | 2008                                                  |
| Renata Santos     | 1       | 2012                                                  |
| Sabrina Sato      | 1       | 2019                                                  |

Os Donos da Rua
A categoria Os Donos da Rua, que também já foi denominada Bloco de Rua (2004–2012), premiou o melhor bloco de rua do Rio de Janeiro. Seu vencedor era escolhido através de votação popular. Abaixo, os blocos vencedores da categoria.
| Bloco                 | Prêmios | Edições                                                                 |
| --------------------- | ------- | ----------------------------------------------------------------------- |
| Cordão da Bola Preta  | 12      | 2005, 2006, 2008, 2009, 2010, 2012, 2013, 2014, 2015, 2016, 2017 e 2018 |
| Acadêmicos dos Arcos  | 1       | 2004                                                                    |
| Bloco da Preta        | 1       | 2011                                                                    |
| Cacique de Ramos      | 1       | 2019                                                                    |
| Simpatia É Quase Amor | 1       | 2007                                                                    |

Eu sou o Samba

A categoria "Eu sou o Samba" premiou personalidades do carnaval carioca, como a carnavalesca Rosa Magalhães e o intérprete Neguinho da Beija-Flor; e também celebridades que desfilaram nas escolas de samba como o jogador Ronaldinho Gaúcho, o cantor Zeca Pagodinho e o empresário Silvio Santos, homenageado pela  Tradição em seu desfile de 2001. Todos os vencedores foram escolhidos através do voto popular. Em 1999, o prêmio foi entregue com a denominação "Personalidade do desfile". Entre as edições de 2000 e 2013, o prêmio foi denominado "Eu sou o Samba". A categoria foi extinta em 2014. O cantor e compositor Martinho da Vila foi o maior vencedor da categoria, conquistando três prêmios, nas edições 2010, 2012 e 2013. Jamelão, intérprete oficial da Mangueira, foi premiado duas vezes, em 2002 e 2003. Abaixo, os vencedores da categoria.
| Personalidade          | Escola de Samba                             | Prêmios | Edições           |
| ---------------------- | ------------------------------------------- | ------- | ----------------- |
| Martinho da Vila       | Unidos de Vila Isabel                       | 3       | 2010, 2012 e 2013 |
| Jamelão                | Estação Primeira de Mangueira               | 2       | 2002 e 2003       |
| Aroldo Melodia         | União da Ilha do Governador                 | 1       | 1999              |
| Dona Dodô              | Portela                                     | 1       | 2004              |
| Joãosinho Trinta       | Unidos do Viradouro                         | 1       | 2000              |
| Mestre Ciça            | Unidos do Viradouro                         | 1       | 2008              |
| Neguinho da Beija-Flor | Beija-Flor                                  | 1       | 2009              |
| Ronaldinho Gaúcho      | Desfilou em Grande Rio, Mangueira e Portela | 1       | 2011              |
| Rosa Magalhães         | Imperatriz Leopoldinense                    | 1       | 2006              |
| Silvio Santos          | Desfilou na Tradição                        | 1       | 2001              |
| Tia Surica             | Portela                                     | 1       | 2005              |
| Zeca Pagodinho         | Desfilou na Grande Rio                      | 1       | 2007              |

Enredo Maravilha

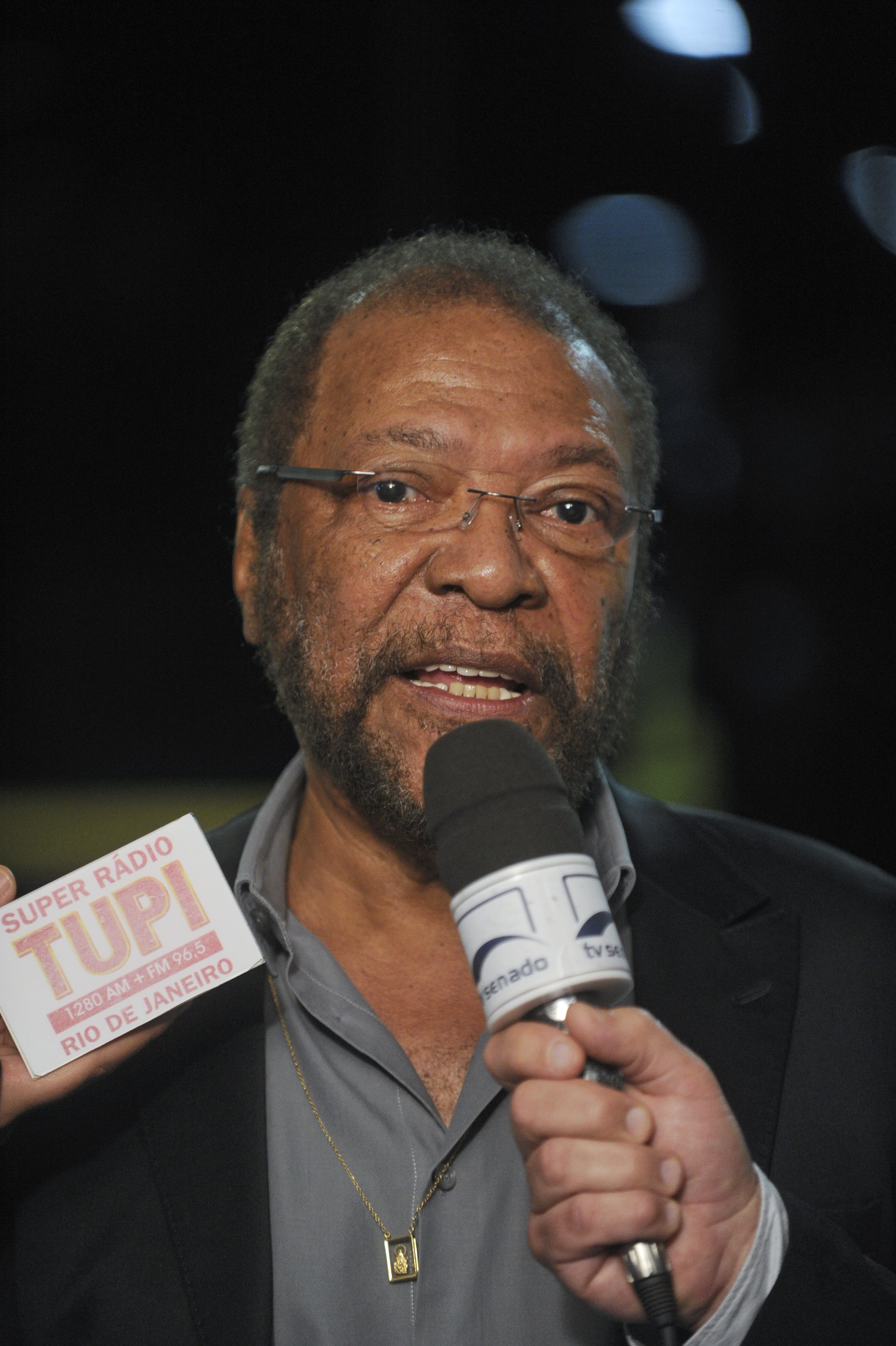
O cantor e compositor Martinho da Vila é o maior vencedor da categoria "Eu sou o Samba".

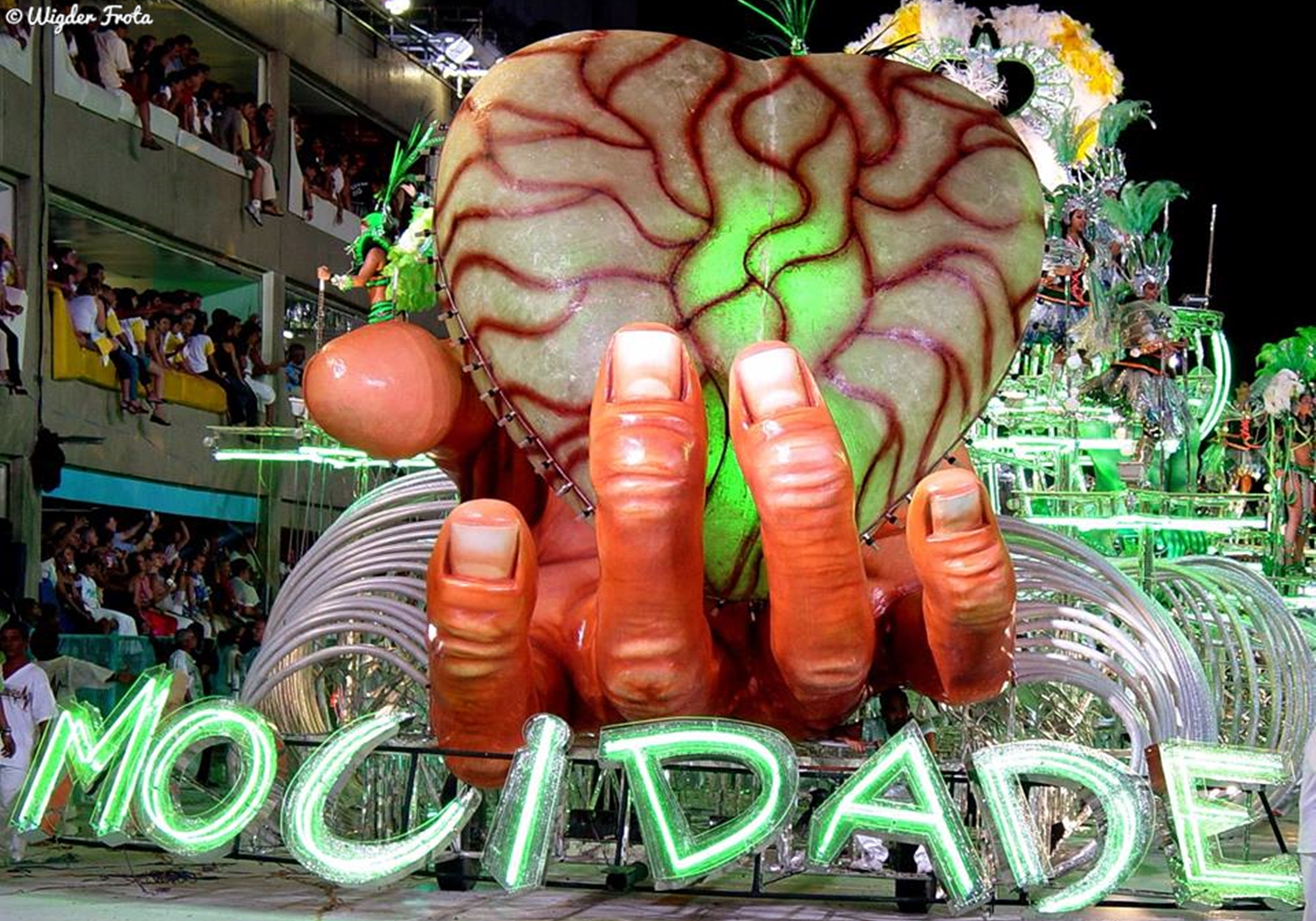
Alegoria da Mocidade em 2003, ano em que conquistou o prêmio de melhor enredo, abordando um tema sobre doação de órgãos. A escola é recordista da categoria.

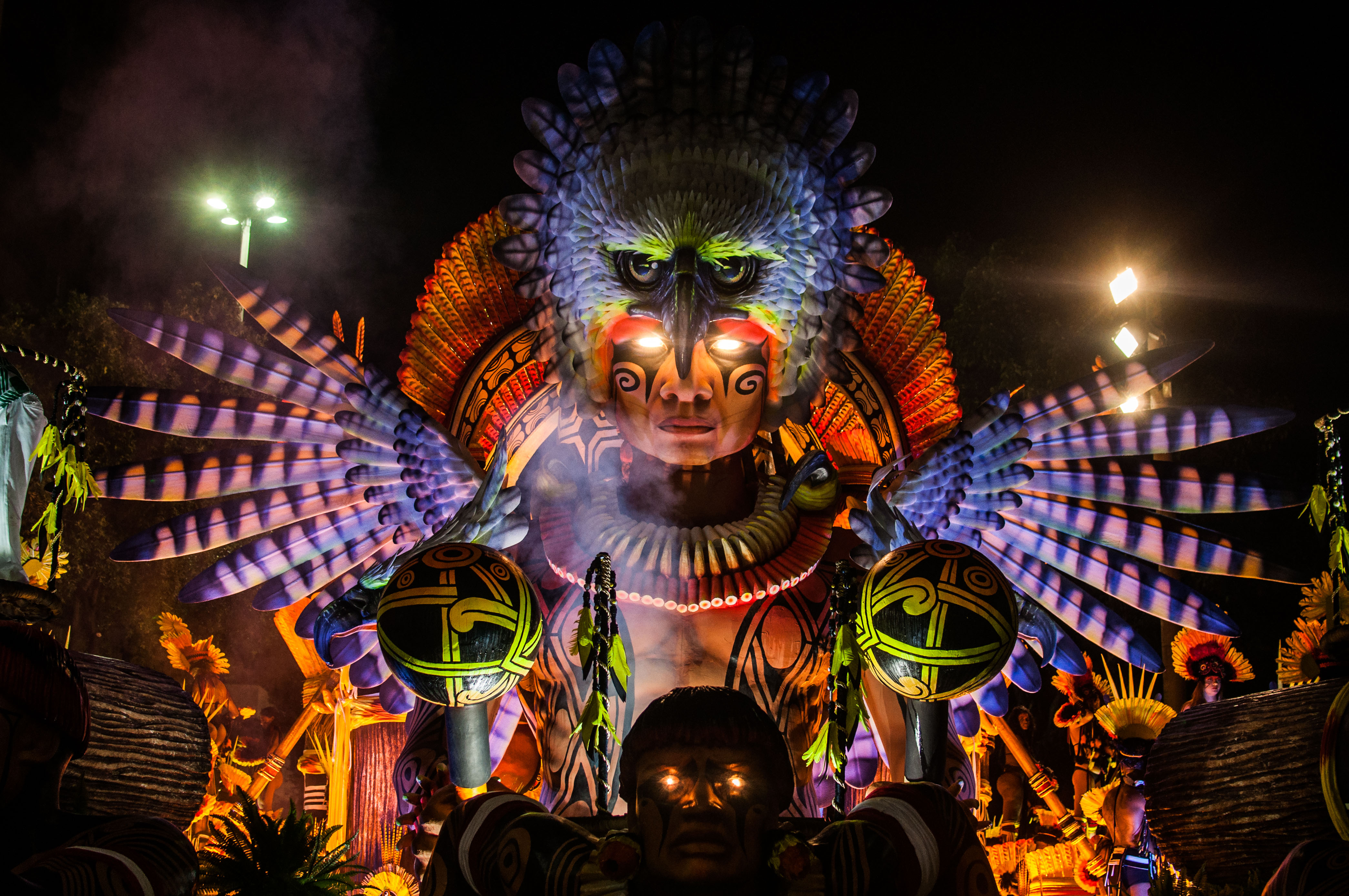
Alegoria da Imperatriz em 2017, ano em que a escola recebeu o Tamborim de Ouro de melhores Alegorias e Adereços.

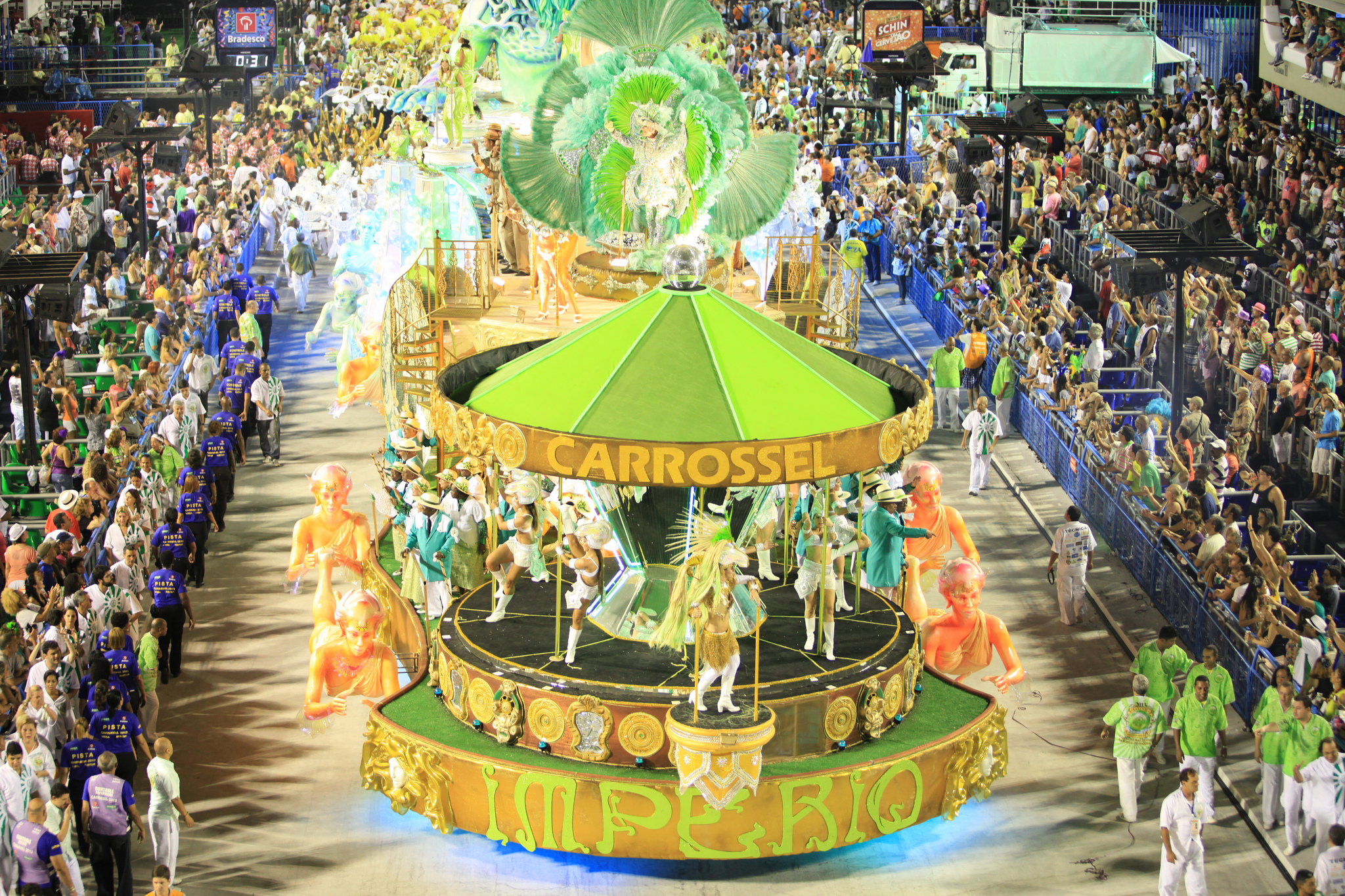
Império Serrano é o maior vencedor do prêmio de melhor escola da Série A. Na imagem, o desfile de 2013 da agremiação

A categoria "Enredo Maravilha", outrora denominada "Beleza de Mensagem", foi criada em 2000 para premiar o melhor enredo do Grupo Especial do carnaval carioca, sendo extinta a partir da edição de 2018.
| Escola de samba                       | Prêmios | Edições                 |
| ------------------------------------- | ------- | ----------------------- |
| Mocidade Independente de Padre Miguel | 4       | 2000, 2001, 2003 e 2004 |
| Estação Primeira de Mangueira         | 3       | 2009, 2016 e 2017       |
| Portela                               | 2       | 2008 e 2013             |
| Unidos da Tijuca                      | 2       | 2006 e 2012             |
| Acadêmicos do Salgueiro               | 1       | 2014                    |
| Beija-Flor                            | 1       | 2002                    |
| Imperatriz Leopoldinense              | 1       | 2015                    |
| Império Serrano                       | 1       | 2007                    |
| Unidos de Vila Isabel                 | 1       | 2010                    |
| Unidos do Porto da Pedra              | 1       | 2011                    |
| Unidos do Viradouro                   | 1       | 2005                    |

Alegorias e Adereços
Em 1999 foi entregue o prêmio de "Melhores Alegorias". A categoria "Alegorias e Adereços" foi criada em 2014 para premiar o melhor conjunto de carros alegóricos e adereços do Grupo Especial do carnaval carioca, sendo extinta a partir da edição de 2018.
| Escola de samba                       | Prêmios | Edições |
| ------------------------------------- | ------- | ------- |
| Acadêmicos do Salgueiro               | 1       | 2014    |
| Imperatriz Leopoldinense              | 1       | 2017    |
| Mocidade Independente de Padre Miguel | 1       | 1999    |
| Portela                               | 1       | 2016    |
| Unidos da Tijuca                      | 1       | 2015    |

Melhor Escola da Série A
O prêmio para a melhor escola da Série A (segunda divisão da carnaval carioca) foi entregue entre 2013 e 2017. Império Serrano é o maior vencedor da categoria.
| Escola de samba          | Prêmios | Edições                 |
| ------------------------ | ------- | ----------------------- |
| Império Serrano          | 4       | 2013, 2015, 2016 e 2017 |
| União do Parque Curicica | 1       | 2014                    |

## Comparação com o concurso oficial
O Tamborim de Ouro foi criado com a intenção de oferecer um resultado diferente do concurso oficial, sem o objetivo de concorrer com o mesmo. Ainda assim, são comuns comparações entre a premiação extraoficial e o resultado oficial do concurso de escolas de samba. Os resultados, porém, são majoritariamente diferentes. O resultado da categoria principal (Escola do Povo) coincidiu apenas quatro vezes com o resultado oficial do carnaval. Em 2004, 2008 e 2011, o Tamborim e o carnaval foram vencidos pela escola de samba Beija-Flor. Em 2019 ambos foram vencidos pela Mangueira. Na segunda divisão, ocorreu apenas uma coincidência, quando o Império Serrano venceu o Tamborim de Ouro e o campeonato da Série A, no ano de 2017.